# Ovetense Fútbol Club
El Ovetense Fútbol Club es un club de fútbol de Paraguay de la ciudad de Coronel Oviedo en el Departamento de Caaguazú. Fue fundado el 5 de noviembre de 2015 sobre la base de los clubes de la Liga Ovetense de Fútbol cuya selección obtuvo el derecho de competir por primera vez en la División Intermedia (Segunda División), luego de coronarse campeona de la Primera División B Nacional (Tercera División) en la temporada 2015.

## Historia

### Selección de la Liga Ovetense
La Liga Ovetense de Fútbol fue fundada el 24 de julio de 1948, y es bicampeón del Campeonato Nacional de Interligas organizada por la Unión del Fútbol del Interior, en los campeonatos de 1963/1964 y 1965/1966. 
La selección de la Liga Ovetense en el año 2009 tuvo su primera oportunidad de acceder a la División Intermedia de la Asociación Paraguaya de Fútbol, al llegar a la final del Campeonato de Interligas Pre Intermedia (Categoría Sub-23 en es única edición), pero perdió el campeonato ante la Selección Santaniana.
La segunda oportunidad se dio en el 2012 al llegar nuevamente a la final del Interligas 2011/12, pero perdió el campeonato ante Paranaense en la tanda de penales.
En el año 2013 la Liga Ovetense tuvo una doble oportunidad de llegar a la División Intermedia al llegar a la final del campeonato de la Tercera División (en esta división las selecciones compiten como tal), pero perdió primero el título y el ascenso ante la Liga Caaguaceña y luego como subcampeón el repechaje ante el Sportivo Iteño, en la tanda de penales.
En el año 2014 la Liga Ovetense obtuvo el título de campeón de la Tercera División, pero en los años pares no se obtenía el ascenso directo al ganar el campeonato, sino la chance de jugar el repechaje por el ascenso, que finalmente perdió ante el club Fernando de la Mora. De esta manera pasaba quinta oportunidad de ascender a la Segunda División.
Finalmente en el año 2015 vuelve a coronarse campeón de la Tercera División y también el ansiado ascenso directo a la Segunda División.

### Accede a las competencias de la APF
Al ganar el título de campeón de la Tercera División en la temporada 2015 obtuvo el ascenso a la División Intermedia para la temporada 2016. Para competir en esta categoría de la Asociación Paraguaya de Fútbol la selección de la Liga Ovetense debió refundarse como club. La denominación elegida fue Ovetense Fútbol Club y su fundación fue el 5 de noviembre de 2015.
En su camino de preparación al campeonato de la División Intermedia el club obtiene su primer título como club en la Copa San Pedro, un torneo amistoso triangular.
El club debutó en la División Intermedia  el 3 de abril de 2016, de local ante el club Fulgencio Yegros, el resultado fue una derrota de 2-3. La primera victoria lo logró en la quinta fecha derrotando al club Resistencia por el marcador de 5-1. El club luchó hasta la última fecha del campeonato por alejarse de los puestos de descenso, culminó en el 12° puesto de la tabla de posiciones, de entre 16 clubes, pero empató en el antepenúltimo lugar de la tabla de promedios con el club Cristóbal Colón (Ñ) con quien tuvo que disputar un partido de desempate por la permanencia, ya que tres son los clubes que descienden. El partido extra fue disputado en el estadio Defensores del Chaco y tras empatar el partido 2 - 2, el club finalmente logró su permanencia al ganar en la tanda de penales por 5-3.

## Estadio
El club ejerce su localía en el estadio Ovetenses Unidos, que tiene una capacidad para 10 000 personas.

## Datos del club
- Temporadas en Segunda División: 4 (2016, 2017, 2018, 2019).
- Temporadas en Tercera División: 7 (2012, 2013, 2014, 2015, 2021, 2022, 2023).

## Palmarés

### Torneos nacionales
- Como Ovetense Fútbol Club

| Torneos nacionales amistosos | Torneos nacionales amistosos | Torneos nacionales amistosos |
| Competición                  | Títulos                      | Subcampeonatos               |
| ---------------------------- | ---------------------------- | ---------------------------- |
| Copa San Pedro (1)           | 2015                         |                              |

- Como selección de la Liga Ovetense

| Torneos nacionales oficiales | Torneos nacionales oficiales | Torneos nacionales oficiales |
| Competición                  | Títulos                      | Subcampeonatos               |
| ---------------------------- | ---------------------------- | ---------------------------- |
| Nacional Interligas (2/3)    | 1963/64, 1965/66             | 1975/76, 1983/84, 2011/12    |
| Tercera División (2/1)       | 2014, 2015                   | 2013                         |